# Celine (casa de moda)
Celine (antes conocida como Céline) es una marca francesa de ropa prêt-à-porter y artículos de cuero de lujo, perteneciente al grupo LVMH desde 1996, que fue fundada por Céline Vipiana en 1945.
Desde noviembre de 2015, su sede se encuentra en la 16 rue Vivienne en el II Distrito de París en el Hôtel Colbert de Torcy, el que tiene la clasificación de Monumento histórico de Francia. Desde abril de 2017, Séverine Merle es su Directora Ejecutiva. El 21 de enero de 2018, LVMH anunció que Hedi Slimane asumiría el cargo de Director Artístico, Creativo y de Imagen de Celine.

## Historia

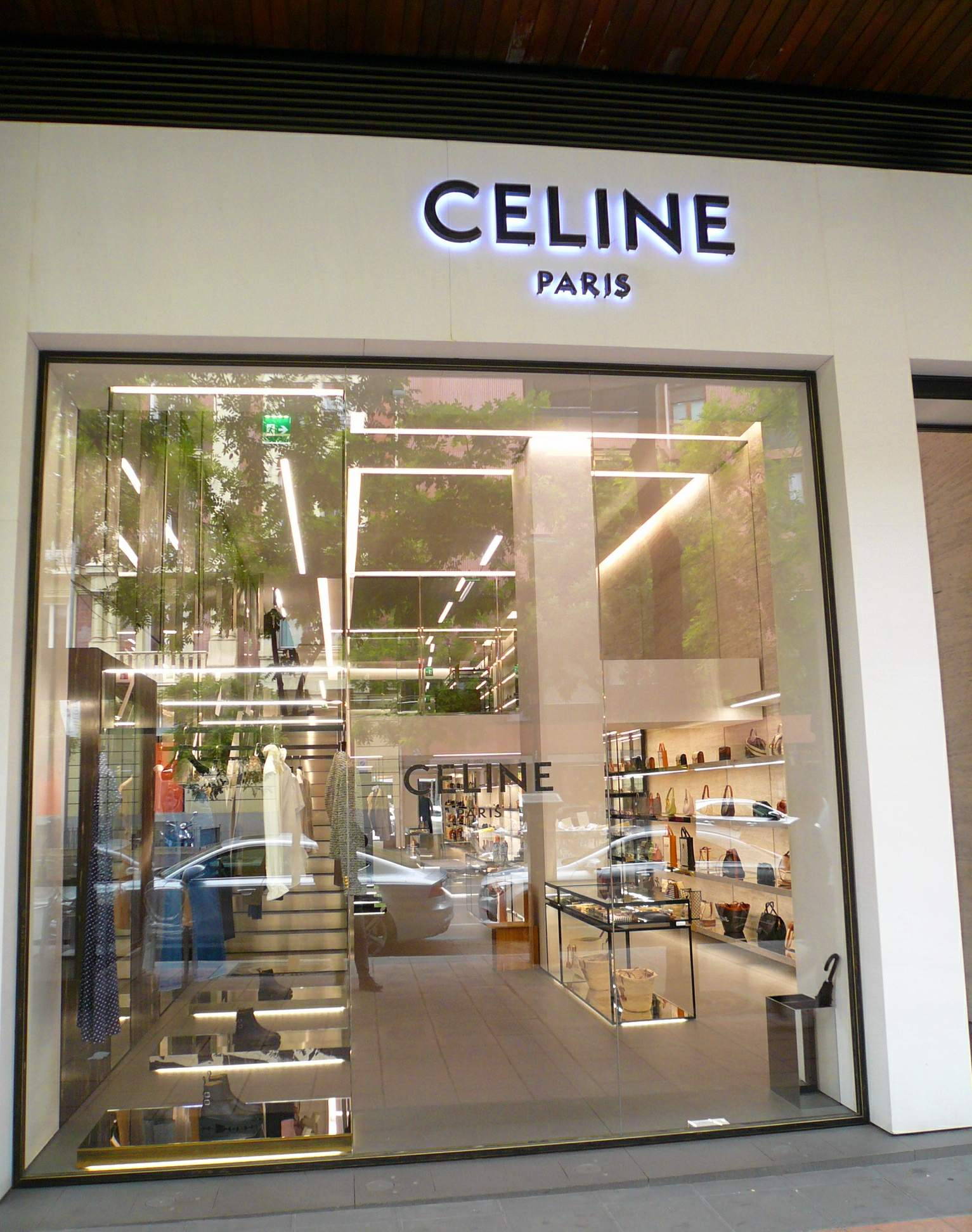
Tienda de Celine en la calle José Ortega y Gasset de Madrid.

### Creación de la marca
En 1945, Céline Vipiana (1915-1997) junto a su esposo Richard, crearon una de las primeras marcas de lujo en la industria, Céline, una empresa de calzado infantil a medida, y abrieron una primera boutique, en el 52 rue Malte en París. La marca fue reconocida por su logo, un elefante rojo creado por Raymont Peynet.

### Posicionamiento
En 1960, la marca decidió cambiar su posicionamiento, enfocando su negocio en una marca de moda prêt-à-porter para mujer con enfoque en la ropa deportiva. De ahí en adelante, la marca ofreció una gama de artículos de cuero como bolsos, mocasines, guantes y ropa. Céline Vipiana siguió siendo la diseñadora desde 1945 hasta 1997.
En 1964, el lanzamiento de la nueva fragancia Vent fou y la nueva colección de accesorios American Sulky tuvieron gran éxito. Luego, la ropa trench se convirtió en el producto principal de la casa. Impulsada por la popularidad del cuero, Céline abrió una fábrica de artículos de cuero en Florencia.
En 1973, Céline rediseñó su logo, entrelazando la letra C con una imagen que vinculaba al Arco del Triunfo, que representa un símbolo para los parisinos. En ese momento, Céline inició su expansión en el mundo con la apertura de varias boutiques en Montecarlo, Ginebra, Hong Kong, Lausana, Toronto y Beverly Hills.
Los fundadores de la marca deseaban formar parte de una asociación benéfica, por lo que Richard Vipiana estableció el Premio Céline-Pasteur, patrocinado por el Hospital Americano de París en 1973.

### Adquisición de LVMH
En 1987, Bernard Arnault, propietario de la marca LVMH, decidió comprar Céline, sin embargo, no fue hasta 1996 que la marca se integró al grupo por 2.7 millones de francos franceses (540 millones de dólares). LVMH impulsó la marca a la fama con la apertura de una boutique en la 36 Avenue Montaigne en París.

## Diseñadores
Después de Céline Vipiana, Bernard Arnault designó a Peggy Huynh Kinh como la nueva Directora Artística de la marca en 1988. Ella modernizó la marca e inició colecciones de temporada para accesorios. El diseñador de moda estadounidense Michael Kors fue nombrado diseñador de prêt-à-porter para mujeres y Director Creativo de Céline en 1997. Durante su período en Céline, Kors aportó la feminidad moderna con un espíritu lujoso. En 2004, dejó la casa de moda de lujo para centrar su carrera en su propia marca.
En 2005, el diseñador italiano Roberto Menichetti fue nombrado como el nuevo Director Creativo.
Un año después, la diseñadora croata Ivana Omazic dirigió el estudio de diseño. Omazic fue una exconsultora de la marca y anteriormente trabajó con Romeo Gigli, Prada, Jil Sander y Miu Miu. Omazic diseñó para Céline hasta 2008, hasta que se produjeron algunas decepciones para la marca.

### Phoebe Philo: una década como Directora Creativa
El 4 de septiembre de 2008, el portal de moda Women's Wear Daily anunció que Bernard Arnault, Presidente de LVMH, había designado a Phoebe Philo como nueva Directora Creativa de Céline. El mandato de Philo en Céline comenzó en octubre de 2008, y presentó su primera colección de prêt-à-porter para Primavera/Verano 2010 en la Semana de la Moda de París. Pierre-Yves Roussel, Director Ejecutivo de la División de Moda de LVMH, dijo que «reclutar a Philo le estaba dando la oportunidad de expresar su visión». En 2009, la revista Vogue definió su estilo como «tendencia minimalista».
Philo estudió en la Escuela de Arte y Diseño Central Saint Martins en Londres. Antes de Céline, Philo ocupó el cargo de Directora de Diseño en Chloé.
En 2010, Philo recibió el premio a Diseñador del Año por el British Fashion Council. En 2011, el Council of Fashion Designers of America le otorgó el premio a Diseñadora Internacional del Año. Ambos premios fueron otorgados por su trabajo en Céline.
En diciembre de 2017, Philo anunció su salida de Céline luego de finalizar la colección Otoño 2018, que fue presentada en marzo de ese mismo año.

### Hedi Slimane
El 21 de enero de 2018, LVMH anunció el nombramiento de Hedi Slimane como el nuevo Director artístico, Creativo y de Imagen, que se incorporaría a la casa el 1 de febrero. Dirigió todas las colecciones de Céline, ampliando la oferta de la marca con el lanzamiento de moda masculina, alta costura y fragancias. En septiembre de 2018, Slimane presentó un logotipo de Celine actualizado en la cuenta de Instagram de la marca. Slimane creó diversas tiendas conceptuales minoristas en París, Tokio, Shanghái, Los Ángeles, Madrid, Milán y Londres. Slimane reemplazó el estilo tradicional de la marca con su firma personal, «impulsado por la cultura juvenil, el indie rock y la adolescencia enfurruñada».

## Marketing
Dakota Johnson fue la primera celebridad en usar la primera colección de Celine de Slimane en la alfombra roja para el estreno de la película Suspiria en Los Ángeles, el año 2018.
En septiembre de 2020, la marca anunció que la cantante y bailarina tailandesa Lisa, integrante del grupo surcoreano Blackpink, se convertía en la primera embajadora global y oficial de la marca a partir de la temporada 2020.

## Distribución
La marca posee casi 150 tiendas en todo el mundo y se distribuye a través de una red selectiva, que incluye grandes almacenes como Barneys New York y Bergdorf Goodman en Nueva York, Harrods en Londres y Galeries Lafayette en París, entre otros.